# خبازة خطمية
خبازة خطمية  (الاسم العلمي: Malva alcea) هي نوع نباتي يتبع جنس الخبازة من الفصيلة الخبازية.  